# Apple One

Logo von Apple One

Apple One ist ein Abonnementdienst von Apple, der seit 30. Oktober 2020 verfügbar ist.

## Inhalt
Apple One bündelt die bisher separaten Angebote iCloud, Apple Music, Apple TV+ und Apple Arcade als Abo für einen Gesamtpreis. Zusätzlich können in wenigen englischsprachigen Ländern (Australien, Irland, Kanada, Neuseeland, Vereinigtes Königreich, USA) mit dem bereits 2019 gestarteten Apple News+ und dem zum Start des Bundels neuen Apple Fitness+ zwei weitere Dienste im Bundle integriert werden.
Der Dienst kostet in Deutschland 19,95 € für Einzelpersonen und 25,95 € im Familienabonnement. Das in Deutschland verfügbare Premium-Abonnement mit den zwei zusätzlichen Diensten kostet 34,95 €.

## Geschichte
Der Dienst wurde auf dem Apple Event am 15. September 2020 vorgestellt und ist seit 30. Oktober 2020 weltweit verfügbar.

## Kritik
Der Audio-Streaming-Dienst Spotify kritisiert Apple für die geplante Einführung des Abonnement-Bundles und ruft Wettbewerbsbehörden auf, zu handeln. Spotify wirft Apple wettbewerbswidriges Verhalten vor, mit dem im Vergleich zu Apple-eigenen Diensten andere Wettbewerber benachteiligt werden.
Apple hat zeitnah darauf reagiert:

“Customers can discover and enjoy alternatives to every one of Apple’s services. We’re introducing Apple One because it is a great value for customers and a simple way to access the full range of Apple’s subscription services. We’ll be recommending the Apple One plan that saves you the most money based on the subscriptions you already have.”

„Kunden können Alternativen zu jedem einzelnen Dienst von Apple entdecken und nutzen. Wir führen Apple One ein, weil es für die Kunden einen großen Mehrwert bietet und eine einfache Möglichkeit darstellt, auf das gesamte Spektrum der Apple Abonnementdienste zuzugreifen. Wir werden Ihnen den Apple One Plan empfehlen, mit dem Sie auf der Grundlage Ihrer bereits bestehenden Abonnements am meisten Geld sparen können.“